# Grandidierella megnae
Grandidierella megnae is een vlokreeftensoort uit de familie van de Aoridae. De wetenschappelijke naam van de soort is voor het eerst geldig gepubliceerd in 1888 door Giles.